# Space Opera (jeu de rôle)
Pour les articles homonymes, voir Space Opera (homonymie).
 (octobre 2009).
Si vous disposez d'ouvrages ou d'articles de référence ou si vous connaissez des sites web de qualité traitant du thème abordé ici, merci de compléter l'article en donnant les références utiles à sa vérifiabilité et en les liant à la section « Notes et références ».
Space Opera est un jeu de rôle créé en 1980 par Edward Simbalist, Mark Ratner et Phil McGregor. Il a été édité par Fantasy Games Unlimited, la firme de Scott Bizar.

## Présentation
Ce jeu s'est tout de suite imposé à l'époque comme le jeu de rôle de science-fiction à côté de Traveller. Il est vrai que la firme Fantasy Games Unlimited a toujours promu des jeux d'auteurs ambitieux. S'adressant à des joueurs d'un âge supérieur à 10 ans, il fut catalogué par la presse spécialisée comme compliqué et destiné à une élite de techniciens. En fait, Space Opera est un jeu riche et passionnant où tous les genres littéraires et cinématographiques sont représentés.

## Parutions

### Règles
- Space Opera, boite (1980)
- Space Opera, boite 2d print (1980)
- Space Opera, boite 3rd print (1982)
- Space Opera, livre 4th print (1997)

### Suppléments Règles
- Space Marines (1979)
- Ground & Air Equipement (1981)
- Seldon's Compendium of Starcraft, vol 1 (1981)
- Seldon's Compendium of Starcraft, vol 2 (1984)
- Seldon's Compendium of Starcraft, vol 3 (1988)
- Denoba class small merchant (1988)
- Nike class patrol cruiser (1988)
- Merchant class ships, vol 1 (1988)

### Suppléments Monde
- The Outworlds (1981)
- Star Atlas 1, Terran Sector (1981)
- Star Atlas 2, Mercantile League (1983)
- Star Atlas 3, Azuriach Imperium (1984)
- Star Atlas 4, The Galactic People's Republic (2015)
- Star Atlas 5, United Ranan Worlds (1985)
- Star Atlas 6: The Hiss' isst (2018)
- Star Atlas 7, The Blarad Star Kingdom (2016)
- Star Atlas 11, the CSA (1982)
- Star Atlas 12, Korellian Empire (1984)

### Aventures
- Alien base (1980)
- Martigan Belt (1981)
- Probe NGC 8436 (1981)
- Vault of the Ni'er Queyon (1982)
- Fasolt in peril (1982)
- Incedus III (1982)
- Rowsion II (1982)
- Agents of rebellion (1983)
- Operation Peregrine (1983)
- Casino Galactica (1983)

## Non publiés
- Clash of Empires (ref. 7103)
- Seldon's Compendium of Starcraft 4 (ref. 7174)